# 국도 제112호선 (일본)

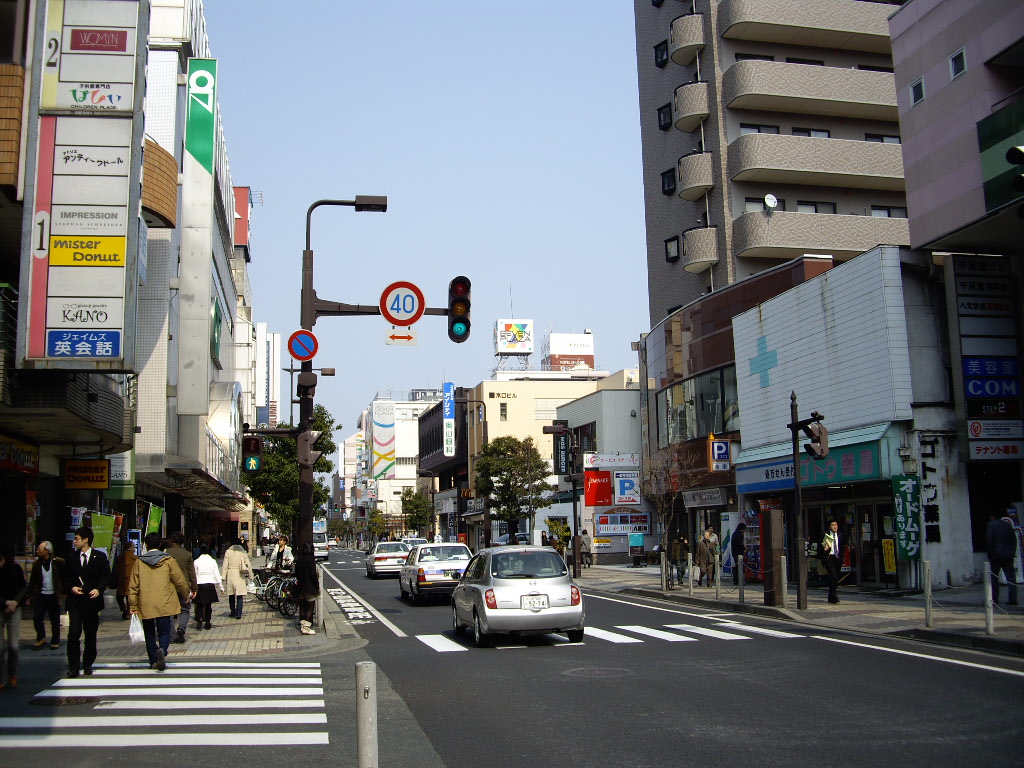
야마가타시 나누카마치 교차로 부근

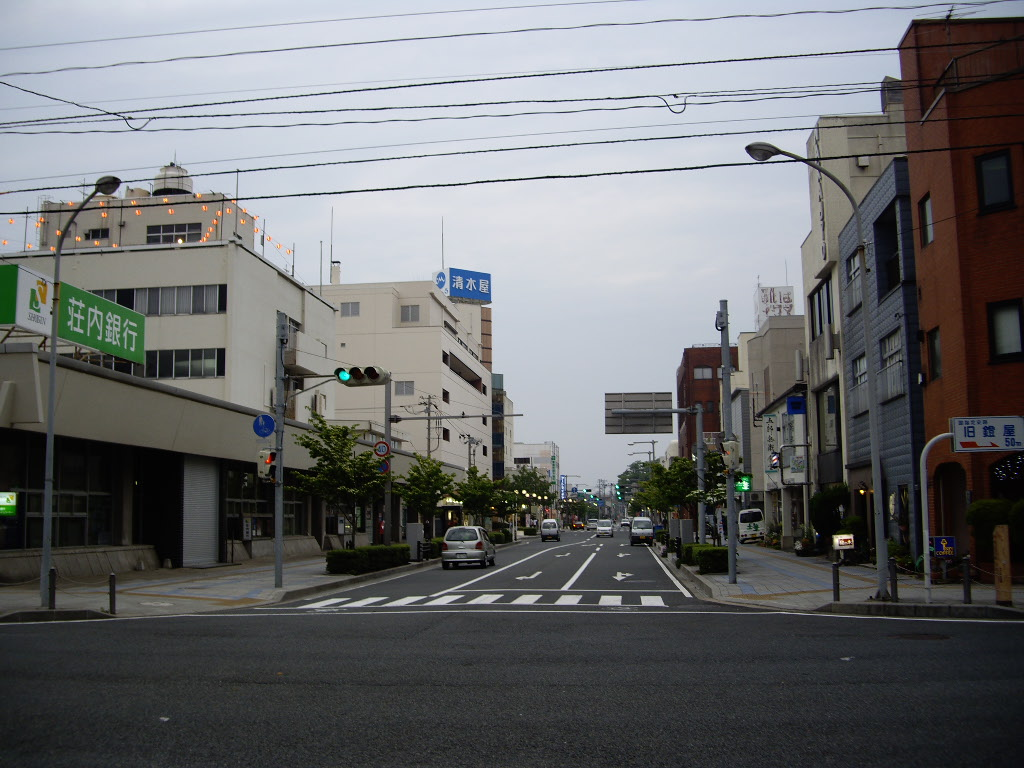
사카타시 혼마치 2초메 교차로 부근

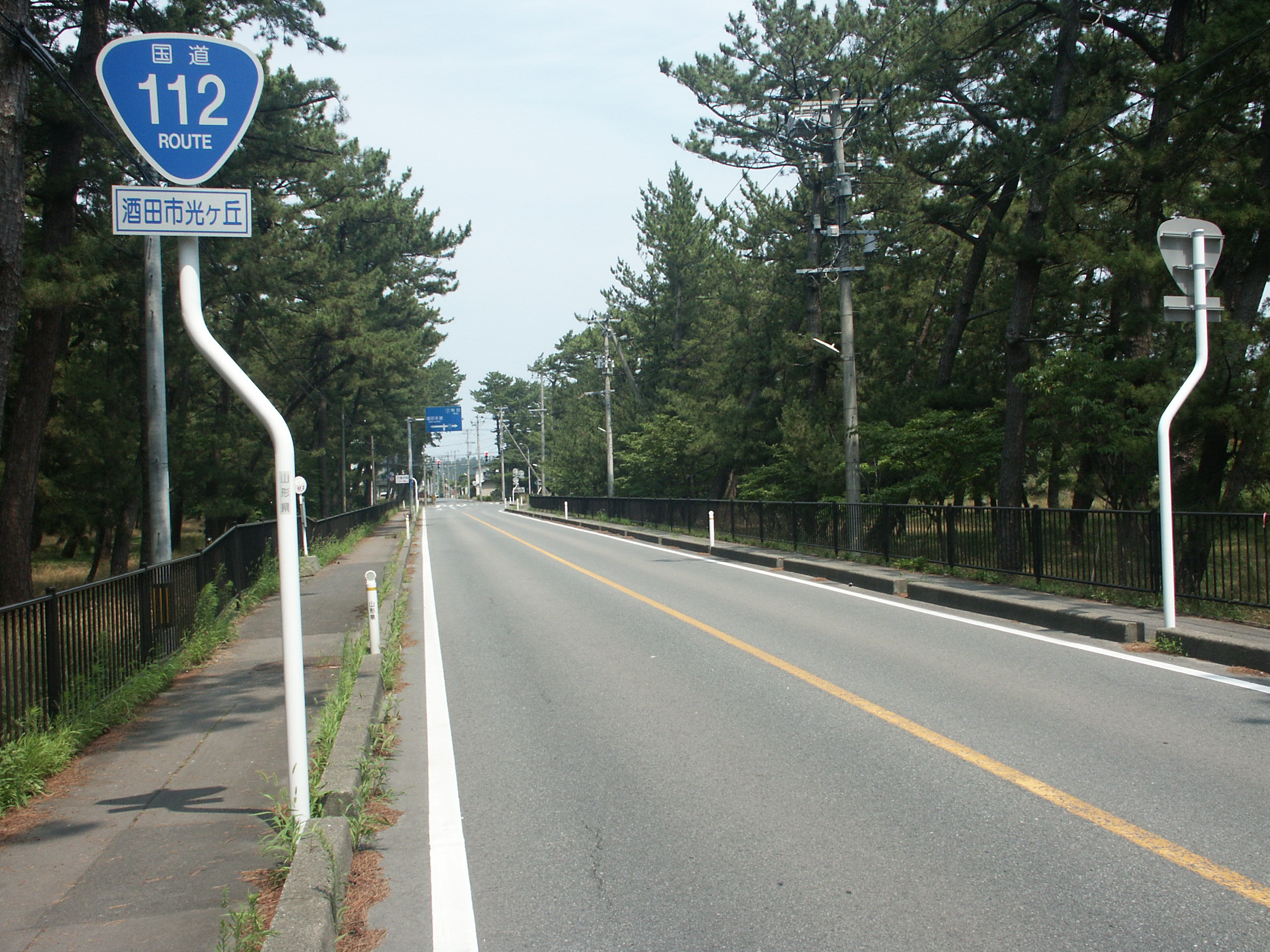
사카타시 히카리가오카 부근

국도 제112호선(일본어: 国道112号)은 야마가타현 야마가타시에서 출발하여 같은 현의 쓰루오카시를 거쳐 같은 현의 또다른 도시인 사카타시까지 이어주는 총 연장 166.0 km, 실제 연장 162.4 km, 현도 135.1 km의 거리를 가진 일본의 일반 국도이다.

## 노선 정보
일반 국도의 노선을 지정하고 있는 정령을 기초하여 있는 기종점 및 경유지 등은 다음과 같다.
- 기점 : 야마가타시 (이이다 교차로 = 13번 국도와 교차, 48번 국도의 종점)
- 종점 : 사카타시 (미야우미 = 7번 국도와 교차)
- 중요한 경유지 : 사가에시, 쓰루오카시
- 총 연장 : 166.0 km
- 중용 연장 : 3.6 km
- 실제 연장 : 162.4 km
  - 현도 : 135.1 km
  - 구도 : 27.2 km
  - 신도 : 없음
- 지정 구간 : 다음과 같음
  - 야마가타현 야마가타시 이이다니시4초메 441-5 ~ 쓰루오카시 미사키마치 20-25 (기점은 7번 국도와 겹치며, 야마가타현도 제47호 쓰루오카 하구로 선(일본어판)의 기점)

## 연혁
- 1953년 5월 18일 : 2급 국도 제112호 야마가타 쓰루오카 선으로 지정 시행
- 1965년 4월 1일 : 도로법 개정에 따라 1, 2급 구분이 없어지고 일반 국도 제112호선으로 전환
- 1993년 4월 1일 : 종점 측을 연신하여 기존의 쓰루오카시에서 사카타시까지 연장, 일반 국도 제112호선이 완전한 제 모습을 갖춤.

## 노선 개황
통칭
- 우슈 가도(일본어판)
- 우슈하마 가도(일본어판)
- 애칭 : 홋토나루 거리 (나노카마치 상점가(일본어판))

주요 교량
- 데와 대교(일본어판)

## 지리

### 통과하는 지자체
- 야마가타현
  - 야마가타시 - 히가시무라야마군 나카야마정 - 사가에시 - 니시무라야마군 니시카와정 - 쓰루오카시 - 사카타시

### 교차하는 도로

#### 고속도로 및 유료도로
- 야마가타 자동차도
- 유도노산 유료도로(일본어판)

#### 국도
- 국도 제13호선
- 국도 제7호선
- 국도 제286호선 (일본)(일본어판)
- 국도 제348호선
- 국도 제287호선 (일본)(일본어판)
- 국도 제458호선 (일본)(일본어판)
- 국도 제345호선 (일본)(일본어판)

### 고개
- 오코시(일본어판)